# Talorchestia spinipalma
Talorchestia spinipalma is een vlokreeftensoort uit de familie van de Talitridae. De wetenschappelijke naam van de soort is voor het eerst geldig gepubliceerd in 1853 door Dana.